# Karel Richter (politik)
Karel Richter (10. září 1862 Velký Újezd – 31. března 1942 Brno) byl rakouský politik z Moravy; poslanec Moravského zemského sněmu.

## Biografie
Byl synem majitele hospodářství ve Velkém Újezdě Josefa Richtera. Byl majitelem hostince ve Velkém Újezdě. Zastával funkci starosty obce. Jako první místní rolník zde začal s pěstováním chmele. Od roku 1907 do roku 1918 byl také starostou místní sokolské jednoty.
Koncem 19. století se zapojil i do vysoké politiky. V zemských volbách v roce 1896 byl zvolen na Moravský zemský sněm, kde zastupoval kurii venkovských obcí, obvod Dvorce, Libavá, Lipník, Hranice. Mandát zde obhájil v řádných zemských volbách v roce 1902. V roce 1896 se na sněm dostal jako kompromisní kandidát staročechů a mladočechů. Stejně tak ve volbách roku 1902. Sám patřil k mladočechům, respektive k jejich moravské odnoži, Lidové straně na Moravě. Byl nejmladším poslancem zemského sněmu.